# تیراندازی هالیوود شمالی
تیراندازی هالیوود شمالی یک رویارویی مسلحانه بین دو نیروی به شدت مسلح که یک طرف آن، پلیس لس‌آنجلس و دیگری سارقان بانک بوده‌اند، در هالیوود شمالی ایالت کالیفرنیا در تاریخ جمعه ۲۸ فوریه ۱۹۹۷ اتفاق افتاد. هر دو سارق مسلح کشته شدند، یازده افسر پلیس و هفت غیرنظامی مجروح شدند و وسایل نقلیه متعدد و سایر اموال توسط نزدیک به ۲۰۰۰ گلوله از مهمات شلیک شده سارقان مسلح و پلیس، آسیب دیده یا کلاً نابود شدند.
ساعت ۹:۱۷ صبح، لری فیلیپس جونیور (به انگلیسی: Larry Phillips Jr) و امیل ماتاسارئانو (به رومانیایی: Emil Mătăsăreanu)، وارد شعبه هالیوود شمالی بنک آو آمریکا شده و به آن دستبرد زدند. فیلیپس و ماتاسارئانو هنگامی که از بانک خارج شدند با مأموران پلیس لس آنجلس مواجه شدند که بین آن‌ها تیراندازی درگرفت. دو سارق اقدام به فرار از صحنه کردند، فیلیپس پیاده و ماتاسارئانو سوار وسیله نقلیه بود در حالی که همچنان به تیراندازی خود به پلیس ادامه می‌دادند. تیراندازی درون یک خیابان مسکونی مجاور بانک ادامه داشت تا اینکه فیلیپس با شلیک کردن به سرش خودکشی کرد. ماتاسارئانو نیز به وسیله مأموران پلیس، سه بلوک دورتر از محل فیلیپس، کشته شد. فیلیپس و ماتاسارئانو معتقد بودند که باید دو بانک دیگر را نیز با استفاده از روش‌های تقریباً یکسان، با در اختیار گرفتن کنترل کل بانک و تیراندازی به وسیله سلاح‌های نوار فشنگ دار خودکارشان به درب‌های ضد گلوله، مورد سرقت قرار داد. همچنین پلیس مظنون به سرقت دو خودرو زره پوش حمل پول، توسط آن دو بوده است.
مأموران گشت محلی در آن زمان به‌طور معمول با خود سلاح‌های استاندارد از قبیل کلت‌های «۹ میلی‌متری» و «۳۸ ویژه» حمل می‌کردند، که بعضی از گشتها مجهز به تفنگ ساچمه‌زنی نیز بودند. این در حالی است که فیلیپس و ماتاسارئانو با خود سلاح‌های تغییریافته تمام خودکار کلاشنیکف مدل AKM و هکلر و کخ مدل HK-91 با خشاب‌هایی با ظرفیت بالا و مهمات ضد وسیله نقلیه، و جلیقه ضدگلوله حمل می‌کردند. سارقان بانک به جلیقه ضد گلوله‌ای مجهز بودند که به خوبی از ورود گلوله افسران پلیس به بدن آن‌ها جلوگیری می‌کرد. در نهایت نیروهای ویژه S.W.A.T که مجهز به ماشین زرهی برای انتقال مجروحان بودند، رسیدند. این حادثه موجب شد در مورد نیاز مأموران گشت برای ارتقاء توانایی‌های خود در موقعیت‌های مشابه در آینده بحث شود.
با توجه به تعداد بالای صدمات، تعداد شلیک، سلاح‌های مورد استفاده و مدت کلی تیراندازی، این حادثه به عنوان یکی از طولانی‌ترین و خونین‌ترین حوادث در تاریخ پلیس ایالات متحده در نظر گرفته شده است. این حادثه بعدها منجر به اجرای یک قانون بسیار محدودکننده و بحث‌برانگیز سلاح گرم در کالیفرنیا از جمله «فقط ۱۰ گلوله در خشاب»، قانونی که برای بسیاری از سلاح‌های گرم متعلق به ساکنان ایالت به کار می‌رفت، شد.

## پیش‌زمینه‌ها

لری یوجین فیلیپس، پدر و لری یوجین فیلیپس، جونیور

لری یوجین فیلیپس جونیور (به انگلیسی: Larry Eugene Phillips Jr) (متولد ۲۰ سپتامبر ۱۹۷۰) با قد ۱۹۲ سانتی‌متر، و امیل دچبال ماتاسارئانو (به رومانیایی: Emil Decebal Mătăsăreanu) (متولد ۱۹ ژوئیه ۱۹۶۶ در رومانی) با قد ۱۸۷ سانتی‌متر، اولین بار همدیگر را در باشگاه بدنسازی گلدز جیم (Gold's Gym) در ونیز لس‌آنجلس در سال ۱۹۸۹ ملاقات کردند. آن‌ها علاقه مشترکی به بدن‌سازی و وزنه‌برداری داشته‌اند.
در تاریخ ۲۰ ژوئیه ۱۹۹۳، آن‌ها یک ماشین زره پوش حمل پول را در بیرون از یکی از شعبه‌های فرست‌بنک (FirstBank) در لیتلتون، کلرادو مورد سرقت قرار دادند.
در اکتبر ۱۹۹۳، فیلیپس و ماتاسارئانو در گلندیل (کالیفرنیا) به خاطر سرعت بالا دستگیر شدند. جستجوی بعدی از ماشین آنها—پس از آنکه فیلیپس با اسلحه‌ای که پنهان کرده بود تسلیم شد— باعث پیدا شدن دو تفنگ نیمه اتوماتیک، دو کلت دستی، بیش از ۱۶۰۰ عدد گلوله (۳۹mm×۷٫۶۲) تفنگ، ۱۲۰۰ عدد گلوله (۱۹mm×۹) کلت پارابلوم و کلت دستی ۴۵ ای‌سی‌پی، رادیو اسکنر، بمب دود زا، دستگاه‌های انفجاری ابداعی، جلیقه ضد گلوله و سه پلاک (خودرو) کالیفرنیا مختلف، شد. آن‌ها ابتدا به توطئه برای ارتکاب سرقت متهم شده، سپس ۱۰۰ روز به زندان افتادند و پس از آن سه سال آزادی مشروط به دست آوردند. پس از آزادی، بسیاری از اموال‌شان به آن‌ها بازگردانده شد.
در ۱۴ ژوئن ۱۹۹۵، فیلیپس و ماتاسارئانو با کمین به یک ماشین زره پوش برینکس (BRINKS)، آن را سرقت کردند و نگهبان آن، هرمان کوک (Herman Cook) را کشتند. در ماه مه سال ۱۹۹۶، آن‌ها دو شعبه از بنک آو آمریکا در منطقه دره سن فرناندو در لس آنجلس، را سرقت کردند. در این سرقت حدود ۱٫۵ میلیون دلار آمریکا ربوده شد. فیلیپس و ماتاسارئانو توسط بازرسان، به خاطر سه سرقت مرگبار پیشینشان در هالیوود شمالی، «راهزنان پر حادثه» نامیده شدند.

## تیراندازی
در صبح جمعه ۲۸ فوریه ۱۹۹۷ بعد از ماه‌ها تدارکات که شامل شناسایی گسترده از هدف خود؛ بنک آو آمریکا شعبه واقع در ۶۶۰۰ بلوار لورل کنیون بود، فیلیپس و ماتاسارئانو ۵ اسلحه، یک اسلحه دستی و تقریباً ۳٫۳۰۰ عدد تیر از مهمات خود که در صندوق عقب ماشینشان بود، برای سرقت بانک آماده کردند: دو عدد نورینکو مدل ۵۶ s و یک نورینکو مدل ۵۶ s-۱، یک هکلر و کخ ۹۱ نیمه اتوماتیک و یک باشمستر دیسیپیتور. همچنین فیلیپس یک برتا ۹۲اف‌اس اینوکس که در غلافش زیر جلیقه خود بسته بود، حمل می‌کرد. فیلیپس یک جلیقه ضد گلوله و چند تکه زره دست‌ساز محافظ بدن پوشیده بود که کشاله ران، ران، ساق پا و ساعدهایش را می‌پوشاند. او همچنین به منظور حمل نوار فشنگ و خشاب‌هایش، به خصوص هکلر و کخ ۹۱، یک جلیقه خشاب نیز بر روی جلیقه ضد گلوله‌اش پوشیده بود. ماتاسارئانو فقط یک جلیقه ضد گلوله پوشیده بود ولی همان جلیقه مجهز به صفحه ترومای آهنی برای محافظت از اندام‌های حیاتی‌اش بود. علاوه بر این هر دوی آن‌ها بر روی دستکش‌های خود، ساعت دوخته بودند. قبل از ورود به بانک، آن‌ها قرص شل‌کننده عضلات فنوباربیتال، برای آرام کردن اعصاب خود استفاده کرده بودند.
فیلیپس و ماتاسارئانو، سوار بر شورولت سلبریتی سفید رنگ مدل ۱۹۸۷ در حدود ساعت ۹:۱۷ صبح به شعبه بنک آو آمریکا در تقاطع بلوار کانیون لورل و خیابان آرچ‌وود در هالیوود شمالی رسیدند، و آلارم ساعت مچی‌هایشان را برای ۸ دقیقه بعد که تخمین می‌زدند میانگین زمان عکس‌العمل پلیس باشد، تنظیم کردند. فیلیپس با استفاده از یک اسکنر رادیویی به مکالمات فعالیت پلیس گوش می‌کرد تا وقت خود را در یک بازه زمانی مشخص برای سرقت تنظیم کند. هم‌زمان با ورود آن‌ها به بانک، دو تن از افسران پلیس، لورن فارل (Loren Farrell) و مارتین پرلو (Martin Perello) که مشغول گشت‌زنی با خودرو در پایین خیابان لورل کانیون بودند، آن‌ها را دیده و افسر پرلو، در بیسیم خود اعلام کرد: ۱۵-A-۴۳ درخواست کمک، ما ممکن است با یک وضعیت ۲۱۱ در حال وقوع، در بنک آو آمریکا مواجه باشیم. ۲۱۱ یک کد برای سرقت مسلحانه است.
همان‌طور که آن‌ها وارد بانک می‌شدند، فیلیپس و ماتاسارئانو یک مشتری را مجبور به ترک از لابی خودپرداز در ورودی بانک و مجبور به دراز کشیدن بر روی زمین کردند. گارد امنیتی داخل بانک، درگیری بیرون از بانک و سارقان به شدت مسلح را دید و به همکار خود در پارکینگ با بیسیم خبر داد تا پلیس را خبر کند، اما این ارتباط برقرار نشد. فیلیپس و ماتاسارئانو برای ترساندن و جلوگیری از مقاومت کارمندان بانک و حدود سی مشتری که در آنجا حضور داشتند، اقدام به تیراندازی به سقف بانک کردند. ماتاسارئانو شروع به تیراندازی به در ضدگلوله کرد تا به تحویل‌دار و گاوصندوق برسد، دربی که فقط در برابر تیرهای با کالیبر کم طراحی شده بود. سارقان پس از شلیک حداقل ۱۵۰ عدد تیر به سقف و در، دستیار مدیر، جان ویلیگرانا (John Villigrana) را مجبور کردند تا گاوصندوق را باز کند. پس از آنکه ویلیگرانا در را برای آن‌ها باز کرد و آن دو کیسه‌های پول خود را پر کردند، ماتاسارئانو از اینکه پول کمی در فضای امن اتاق گاوصندوق نگهداری می‌شد، خشمگین شد و با ویلیگرانا مشاجره می‌کرد و خواستار پول بیشتری شده بود. دوباره با عصبی شدن او، ماتاسارئانو یک خشاب کامل ۷۵ تایی را به سمت اتاق امن شلیک کرد و بیقه پول‌ها را ازبین برد. برخلاف انتظار ۷۵۰٬۰۰۰ دلاری که داشتند، آن‌ها فقط توانسته بودند ۳۰۳٬۳۰۵ دلار سرقت کنند و این به این خاطر بود که بانک برنامه روزانه دریافت پول خود را تغییر داده بود.
اولین واکنش افسران بیرون بانک به صدای تیراندازی، تقاضای نیروی کمکی بیشتر با بیسیم، پناه گرفتن پشت ماشین‌هایشان و نشانه‌گیری به سمت در بانک بود. نیروی کمکی بیشتر و واحدهای کارآگاهان هنگامی که سارقان درون بانک بودند رسیدند و در نقاط استراتژیک و چهارگوشه بانک موضع گرفتند. در حدود ساعت ۹:۳۲ صبح، فیلیپس از طریق در شمالی و ماتاسارئانو از طریق در جنوبی بانک خارج شدند. هر دوی آن‌ها با مأموران گشت پلیس لس‌آنجلس مواجه شدند. اولین پیام بیسیم به افسران، دستور به تیراندازی بود. هلیکوپترهای خبری تلویزیون به دستور تیراندازی جواب دادند. فرماندهان سوات (SWAT) با استفاده از پوشش خبری زنده هلیکوپترها برای گذر از بحران و اطلاعات زمانی حساس به مأموران در صحنه استفاده می‌کردند. افسران بارها و بارها به فیلیپس و ماتاسارئانو فریاد زدند که سلاح خود را بیندازند، ولی هیچ‌کدام از افسران به آن‌ها تیراندازی نمی‌کردند.